# Radostin Dimitrov
Radostin Dimitrov –en búlgaro, Радостин Димитров– (1971) es un deportista búlgaro que compitió en halterofilia. Ganó una medalla de bronce en el Campeonato Europeo de Halterofilia de 1993, en la categoría de 64 kg.

## Palmarés internacional
| Campeonato Europeo | Campeonato Europeo | Campeonato Europeo | Campeonato Europeo |
| Año                | Lugar              | Medalla            | Categoría          |
| ------------------ | ------------------ | ------------------ | ------------------ |
| 1993               | Sofía (Bulgaria)   | Medalla de bronce  | 64 kg              |